# 本渡市立亀川中学校
本渡市立亀川中学校（ほんどしりつ かめがわちゅうがっこう）は熊本県本渡市（現・天草市）にあった公立中学校。

## 概要
- 人口の減少に伴って廃校になった。
- 亀川・楠浦・宮地岳中学校が統合され稜南中学校が開校する。

## 沿革
- 1947年（昭和22年）4月 - 志柿村立志柿中学校、櫨宇土村立櫨宇土中学校創立
- 1954年（昭和29年）4月 - 本渡市立志柿中学校、本渡市立櫨宇土中学校と改称
- 1957年（昭和32年）4月 - 本渡中から分離し、本渡中の一部校区と志柿中、櫨宇土中が統合し亀川中学校開校
- 1968年（昭和43年）4月 - 体育館完成
- 1990年（平成2年）4月 - 亀川中校区のうち瀬戸町・志柿町を分離し、本渡市立本渡東中学校へ編入統合
- 1995年（平成7年）3月 - 亀川中学校廃校

## 補足事項
- 現在は校舎は撤去され町民グラウンドになっている。

## 出身者
- 馬場昭治（天草市長）

## 学校周辺
- 十万山
- 本渡瀬戸